# Ogenne-Camptort
Ogenne-Camptort település Franciaországban, Pyrénées-Atlantiques megyében. Lakosainak száma 242 fő (2022. január 1.). Ogenne-Camptort Dognen, Jasses, Lay-Lamidou, Lucq-de-Béarn, Navarrenx és Vielleségure községekkel határos.

## Népesség
A település népességének változása:
| Lakosok száma | 246  | 245  | 251  | 245  | 245  | 245  | 245  | 244  | 242  |
|               | 2013 | 2015 | 2016 | 2017 | 2018 | 2019 | 2020 | 2021 | 2022 |